# كين إيشي
كين إيشي (باليابانية: ケン・イシイ) هو دي جيه وملحن ومنتج أسطوانات ياباني، ولد في 1970 في سابورو في اليابان.

## وصلات خارجية
- الموقع الرسمي
- كين إيشي على موقع IMDb (الإنجليزية)
- كين إيشي على موقع ميوزك برينز (الإنجليزية)
- كين إيشي على موقع أول ميوزيك (الإنجليزية)
- كين إيشي على موقع ديسكوغز (الإنجليزية)
- كين إيشي على موقع قاعدة بيانات الفيلم (الإنجليزية)